# John Glynn
John Glynn Serjeant en droit de Glynn (1722-1779) est un avocat et homme politique anglais qui siège à la Chambre des communes de 1768 à 1779. Il nait dans une famille de Cornouailles. À la mort de son frère aîné et de son neveu, il hérite de la propriété de son père à Glynn, dans la paroisse de Cardinham, en Cornouailles. 
Il est admis au Middle Temple le 21 janvier 1740. Le 28 janvier 1747, il est admis au barreau. Reconnu pour ses compétences en matière de plaidoyer, il est engagé dans de nombreux dossiers célèbres. Élu au Parlement pour le Middlesex en 1768, il siège au Parlement jusqu'à sa mort. Les discours de Glynn au Parlement sont hautement félicités. Le comté de Glynn, en Géorgie est nommé d'après John Glynn  en reconnaissance de son soutien à la cause de l'indépendance américaine au Parlement. 

## Jeunesse
Deuxième fils de William Glynn de Glynn House à Cardinham, Cornouailles, marié à Rose, fille de John Prideaux de Prideaux Place, Padstow, il est baptisé à Cardinham le 3 août 1722. Il fait ses études au Collège Exeter, Oxford, le 17 mai 1738, mais n'obtient pas de diplôme. Il est convoqué au barreau du Middle Temple en 1748. Son frère aîné meurt en juin 1744, laissant un fils unique d'intelligence faible que son oncle fait déclarer fou et est nommé séquestre des domaines familiaux. La mère du jeune homme est tellement furieuse qu'elle laisse tous ses biens personnels à des relations lointaines. Il est mort en décembre 1762 et Glynn entre en possession de la propriété de son neveu. 

## Carrière juridique
Le 24 janvier 1763, Glynn est nommé sergent, mais, en raison de son opposition à la cour, il ne sera jamais promu au rang de sergent du roi. En 1764, il est nommé enregistreur d'Exeter. Sa position au barreau et ses opinions amènent Glynn à prendre les devants dans les affaires liées à John Wilkes. Ils sont en consultation étroite tout au long de l'été 1763. Il représente ensuite Wilkes dans sa demande d'ordonnance d'habeas corpus en mai 1763, dans l'action contre George Montagu-Dunk (2e comte d'Halifax), et dans le procès qui se déroule à 1764 sur la republication de The North Briton en volumes. Il est l'avocat de John Almon en 1765, plaide à la Cour du banc du Roi contre la proscription de Wilkes en 1768 et est l'avocat d'Alderman James Townsend dans son action en juin 1772 contre le percepteur de la taxe foncière, que Townsend a refusé de payer. 
Il représente Woodfall auprès de Mansfield dans l'affaire des Lettres de Junius, dont un sous-ensemble constituerait une diffamation séditieuse. Le verdict est nul; la Couronne décide de ne pas poursuivre l'affaire . 
Glynn a également une part importante des affaires générales. Son plaidoyer assure l'acquittement de Mlle Butterfield, accusée d'avoir empoisonné William Scawen. 

## Carrière politique
Lors d'une vacance dans la représentation de Middlesex en 1768, Glynn est nommé par Wilkes, à la demande de la majorité, comme candidat de "Wilkes et la liberté". John Horne Tooke mobilise activement des souscriptions pour couvrir les dépenses électorales. Le candidat ministériel est Sir William Beauchamp Proctor, qui est évincé par Wilkes en mars 1768. 
Le premier jour du scrutin (le 8 décembre), des hommes armés portant "Liberty" et "Proctor" sous leurs chapeaux prennent d'assaut le bureau de vote de Brentford et un homme est tué. Cette affaire fait l'objet de gravures populaires. Après six jours de scrutin, Glynn gagne par 1 542 voix contre 1 278. Lorsque 1 565 propriétaires libres de Middlesex adressent une pétition à George III contre l'acte illégal de la majorité à la Chambre des communes, Glynn présente sa pétition. Dans trois caricatures au moins, il est représenté à genoux et présente son discours au monarque (24 mai 1769). À la dissolution de 1774, il est réélu sans opposition. 
À l'hiver de 1770, Glynn, influencé par William Petty FitzMaurice, demande à un comité d'étudier l'administration de la justice dans les affaires de presse et de régler le pouvoir des jurés. Il discute de la question avec John Dunning et Alexander Wedderburne. À peu près à la même époque, il est associé à Charles James Fox, Sir William Meredith et d’autres au sein d’un comité chargé de modifier le droit pénal. Ils délibèrent pendant deux ans et, sur leur rapport, un projet de loi visant à abroger huit ou dix lois est présenté, mais il est rejeté par les lords. Après avoir rencontré Glynn en 1770, William Pitt l'Ancien écrit: « Je le trouve un homme plus ingénieux, solide, agréable, et l'esprit de la constitution elle-même. Je ne suis plus pris par une première conversation dans ma vie." 
Glynn est l'un des membres principaux de la Society of the Bill of Rights, qui, à la fin de 1770, adresse une lettre provocante aux colonies américaines. Le 17 novembre 1772, il est élu enregistreur de Londres en remplacement de James Eyre  . 

## Famille
Le 21 juillet 1763, Glynn épouse Susanna Margaret, troisième fille de Sir John Oglander de Nunwell à l'île de Wight. Elle est née le 1er septembre 1744 et décédée à Catherine Place, Bath, le 20 mai 1816. Ils ont trois fils et une fille . 
Glynn souffre de goutte et doit être ramené à la Chambre en avril 1769 pour voter contre la motion tendant à ce que Henry Luttrell soit élu pour Middlesex. En 1778, un suppléant, en raison de sa maladie, est autorisé à le remplacer. Il meurt le 16 septembre 1779 et est enterré à Cardinham le 23 septembre. 

## Travaux
Glynn publie en 1775-1776 huit numéros de The Whole Proceedings sur la Commission du roi de la paix pour la ville de Londres . 